# كلية الطب بالقوات المسلحة (مصر)
كلية الطب العسكرية هي أحد الكليات العسكرية التابعة للقوات المسلحة المصرية التي تخرج أطباء عسكريين حاصلين على درجة البكالوريوس في الطب لإعداد وتأهيل دفعات جديدة من الأطباء العسكريين وفقاً لأحدث العلوم الطبية عالمياً بما ينعكس إيجابياً على الصحة العامة للمجتمع والارتقاء بمستوى الخدمات الطبية والعلاجية المقدمة تأسست عام 2013. وتدار العملية التعليمية داخل الكلية بالاشتراك مع الجامعات الإنجليزية وفقا لبروتوكولات التعاون  تخرجت أول دفعات الكلية في 2019 وحملت اسم المشير محمد عبد الغني الجمسي.

## أهدافها
- تخريج ضباط أطباء تتوافر فيهم الكفاءة العلمية والعملية والعسكرية لتولى الوظائف الطبية بالقوات المسلحة.
- عقد الدراسات العليا الطبية والفنية حسب احتياجات القوات المسلحة ومنح درجات الدبلوم والماجستير والدكتوراه في المجالات الطبية المختلفة.
- تأهيل وإعداد الضباط الأطباء بالاشتراك مع الأكاديمية الطبية العسكرية للعمل ضمن أعضاء هيئة التدريس بالكلية.
- إجراء البحوث الطبية والإكلينيكية والتطبيقية التي تتصل بنواحى الدراسة بها.
- إجراء الدراسات المستحدثة في المجالات الطبية وفي مجالات العلوم الطبية المساعدة.
- الاشتراك مع الجهات والهيئات الأكاديمية والعسكرية المختصة في تخطيط وتطوير التعليم الطبى.
- الاختصاصات الأخرى التي تحدد بقرار من المجلس الأعلى للكلية.[5]

## شروط القبول

### الشروط العامة
وهي الشروط الواجب توافرها في جميع الكليات العسكرية، وتتمثل في الاتي:
- أن يكون الطالب مصرى الجنسية ومن أبوين يتمتعان بهذه الجنسية عن غير طريق التجنس وألا يكون الطالب أو أبويه مكتسبين جنسيات أخرى.
- أن يكون حاصلاً على شهادة إتمام الثانوية العامة للعام الدراسى نفس العام أو العام السابق له أو ما يعادلها طبقاً للشروط والمجموع الذي يحدده مكتب تنسيق القبول للكليات والمعاهد العسكرية ويشترط ألا يكون قد مضى على حصول الطالب على شهادة إتمام الدراسة الثانوية أكثر من عام واحد فقط بشرط أن يكون مقيدا بإحدى الكليات الجامعية أو المعاهد ومجتاز السنة الدراسية بها بنجاح ويقدم ما يفيد ذلك.
- ألا يكون قد سبق الحكم عليه بعقوبة جنائية أو في جريمة مخلة بالشرف.
- أن يكون حسن السير والسلوك والميول والاتجاهات وألا يعرف أو يشتهر عنه ما يمس أمن وسلامة الوطن والقوات المسلحة أو سمعتها.
- أن يكون غير متزوج ولم يسبق له الزواج ويتعهد بعدم الزواج أثناء الدراسة.
- ألا يكون قد استقال أو فصل تاديبياً من أي كلية/معهد/مدرسة عسكرية لأى سبب كان.
- أن يكون مستكملاً شروط اللياقة الطبية ويتولى المجلس الطبى العسكرى المختص التحقق من توفر هذا الشرط ولا يجوز إعادة الكشف الطبى في ذات الدفعة على الطالب الذي لم يجتاز الكشف الطبى لنفس العام.
- أن يجتاز بنجاح اختبارات اللياقة البدنية ولايجوز إعادة هذا الاختبار في ذات الدفعة للطالب الذي لم يجتاز اختبار اللياقة البدنيه لنفس العام.
- أن يؤدى بنجاح اختبار قفزة الثقة (القفز في حمام السباحة من ارتفاع 7.5 متر وبدون تردد) ويعتبر الطالب مرفوض وراسـب في الاختبار حالة تأخره 3 ثوان عن القفز بعد الأمر بالبدء في تنفيذ القفزة.
- حضور الاختبار الشخصى والتقييم طبقاً لقرار لجنة الاختبار.
- ألا يكون قد أعفى من الخدمة العسكرية لعدم اللياقة الطبية.

### الشروط الخاصة
- ألا يزيد السـن عن 21 سنة في اليوم المحدد لبدء الدراسة.
- الحصول على شهادة الثانوية العامة علمي علوم، وما يعادلها في الثانوية الأزهرية بشرط دراسة مادة (فيزياء + كيمياء + أحياء) بحد أدنى للمجموع يحدد سنوياً.
- يكون قد مضى على تاريخ الحصول على الثانوية العامة أكثر من عام واحد يكون الطالب فيها مقيد بإحدى الكليات الجامعية أو بمعهد عالى وتقديم شهادة القيد الدالة على ذلك.[7]

## مدة الدراسة
خمس سنوات يدرس فيها الطالب:
- علوم طبية.
- علوم إدارية وإنسانية.
- علوم عسكرية عامة.

## مديري الكلية
- لواء طبيب / أيمن شوقي.[8]
- لواء طبيب / خالد عبد العظيم شكري.[9]
- لواء طبيب / عمرو حجاب.[10]
- لواء طبيب / أيمن السيد شافعي.[11]
- لواء طبيب / خالد عامر.[12]